# نادي تشيلمسفورد
نادي تشيلمسفورد هو نادي كرة قدم بريطاني أٌسس عام 1878. يلعب النادي في دوري الجنوب الوطني.